# 2003 no Brasil
Esta é uma cronologia de fatos e acontecimentos do ano de 2003 no Brasil.

## Incumbentes
- Presidente: Luiz Inácio Lula da Silva (2003–2011)
- Vice-Presidente: José Alencar Gomes da Silva (2003–2011)

## Eventos
- 1 de janeiro: Luiz Inácio Lula da Silva assume a Presidência do Brasil.
- 11 de janeiro: Entra em vigor o novo Código Civil Brasileiro.[1]
- 20 de junho: O maior tremor registrado no Brasil, que atinge magnitude 7,0 na Escala Richter, ocorre no estado do Amazonas.[2]
- 22 de agosto: Uma explosão no Centro de Lançamento de Alcântara mata 21 cientistas, sendo o maior acidente da história do programa espacial brasileiro.[3]
- 2 de setembro: O ministro da cultura Gilberto Gil foi premiado com o grammy latino de personalidade do ano.[4]
- 20 de outubro: O presidente Luiz Inácio Lula da Silva lança o programa Bolsa-Família, que unifica todos os programas sociais do governo.[5]
- Entre 1 de novembro e 8 de novembro: A tortura e assassinato dos jovens Felipe Silva Caffé, de 19 anos, e Liana Bei Friedenbach, de 16 anos, responsabilizada por Roberto Aparecido Alves Cardoso, o Champinha, causou enorme indignação na sociedade brasileira e foi fator para o debate a respeito da maioridade penal no país. É um dos casos de crime mais conhecidos e revoltantes do Brasil.

## Nascimentos
- 13 de abril: Jean Paulo Campos, ator
- 16 de novembro: Ana Castela, cantora

## Mortes
- 10 de janeiro: Marisa Gata Mansa, cantora brasileira (n. 1938).
- 11 de janeiro: Jorge Lafond, ator, transformista e comediante (n. 1952).
- 14 de janeiro: Lauro Álvares da Silva Campos, político (n. 1928).
- 24 de julho: Rogério Cardoso, ator e humorista (n. 1937)
- 6 de agosto: Roberto Marinho, jornalista, empresário e fundador da Rede Globo (n. 1904)